# Google I/O

Logo konferencji Google I/O

Google I/O – coroczna konferencja programistów organizowana przez firmę Google. Konferencje trwają od dwóch do trzech dni i są organizowane w maju lub czerwcu. Człon nazwy „I/O” jest akronimem od „Input/Output” (układ wejścia-wyjścia) oraz stanowi skrót od sloganu „Innovation in the Open”.

## Historia

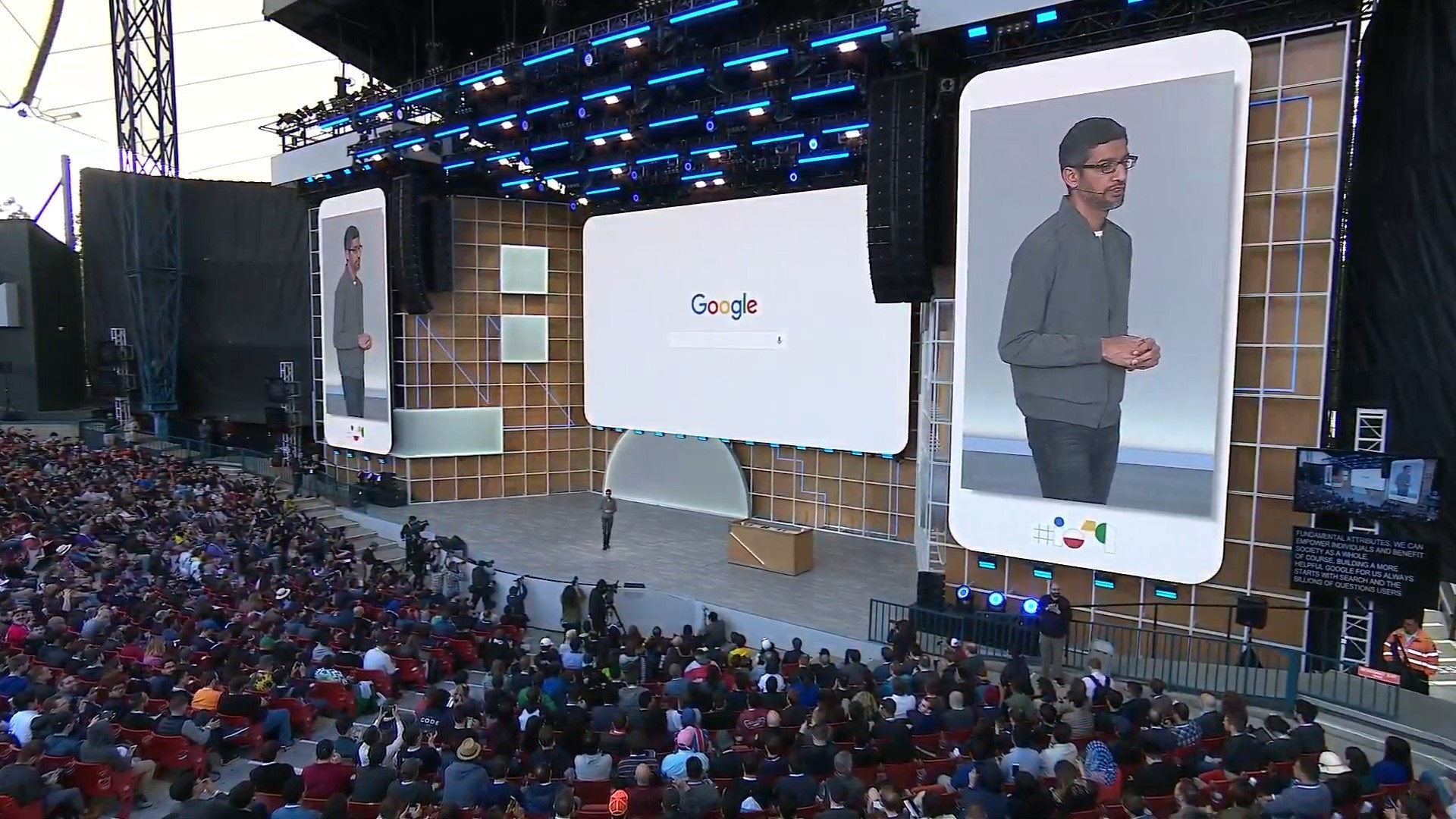
Google I/O w 2019 roku

Konferencje odbywają się nieprzerwanie od 2008 roku z wyjątkiem roku 2020, anulowanego z powodu szerzącej się pandemii COVID-19. W latach 2008–2015 odbywały się w Moscone Center (San Francisco, Kalifornia), a w latach 2016–2019 w Shoreline Amphitheatre (Mountain View, Kalifornia). W 2021 roku konferencja odbyła się wyłącznie online, a w 2022 konferencja ponownie odbyła się w Shoreline Amphitheatre.
| Rok  | Data                                 | Miejsce                              | Źródło |
| ---- | ------------------------------------ | ------------------------------------ | ------ |
| 2008 | 28–29 maja                           | Moscone Center                       | [ 2 ]  |
| 2009 | 27–28 maja                           | Moscone Center                       | [ 3 ]  |
| 2010 | 19–20 maja                           | Moscone Center                       | [ 4 ]  |
| 2011 | 10–11 maja                           | Moscone Center                       | [ 5 ]  |
| 2012 | 27–29 czerwca                        | Moscone Center                       | [ 6 ]  |
| 2013 | 15–17 maja                           | Moscone Center                       | [ 7 ]  |
| 2014 | 25–26 czerwca                        | Moscone Center                       | [ 8 ]  |
| 2015 | 28–29 maja                           | Moscone Center                       | [ 9 ]  |
| 2016 | 17–19 maja                           | Shoreline Amphitheatre               | [ 10 ] |
| 2017 | 17–19 maja                           | Shoreline Amphitheatre               | [ 11 ] |
| 2018 | 8–10 maja                            | Shoreline Amphitheatre               | [ 12 ] |
| 2019 | 7–9 maja                             | Shoreline Amphitheatre               | [ 13 ] |
| 2020 | anulowana z powodu pandemii COVID-19 | anulowana z powodu pandemii COVID-19 | [ 14 ] |
| 2021 | 18–20 maja                           | konferencja online                   | [ 15 ] |
| 2022 | 11–12 maja                           | Shoreline Amphitheatre               | [ 16 ] |
| 2023 | 10 maja                              | Shoreline Amphitheatre               | [ 17 ] |
| 2024 | 14 maja                              | Shoreline Amphitheatre               | [ 18 ] |